# Celina
Celína ali kontinènt (latinsko continere - držati skupaj) je velika nepretrgana površina kopnega na planetu Zemlja. Če k celinam prištejemo še podmorske kontinentalne police (šelfe), te sestavljajo okoli 35 % Zemeljske skorje. Celinske police pripadajo celinski skorji, čeprav ležijo pod morjem.
Sedem celinskih plošč tvori skupaj z oceanskimi ploščami Zemeljsko skorjo. Povprečna sestava kamnin, ki gradijo celine, približno ustreza sestavi granita. Gostota kamnin celin je manjša od gostote kamnin oceanskih plošč, ki so grajene predvsem iz bazalta.
Ni enotnega dogovora o tem kaj določa celino. Zaradi tega imajo različne kulture in znanosti različne sezname celin. V splošnem mora biti celina površinsko velika, mora vsebovati nepreplavljeno kopno in imeti značilne geološke meje. Medtem ko nekateri trdijo, da obstaja štiri ali pet celin, se običajno šteje, da jih je šest ali sedem.
Največje nesoglasje je pri Evropi in Aziji. Ali sta ločeni celini, ali pa sestavljata eno celino, z imenom Evrazija? Podobno je pri Severni in Južni Ameriki. Ali sta to ločeni celini ali enako predstavljata eno celino Amerik? Nekaj geografov je tudi predlagalo, da bi združili Evropo, Azijo in Afriko v celino z imenom Evrafrazija (glej Afrika-Evrazija).
Model sedmih celin učijo v nekaterih predelih Zahodne Evrope in Severne Amerike. Model šestih celin (s skupno celino Evrazijo) tudi učijo v Severni Ameriki in je glavni model v znanstvenem smislu. Model šestih celin (s skupno celino Amerik) po navadi učijo v Evropi in Južni Ameriki. Model petih celin obravnavajo največ v Združenem kraljestvu. Model »petih celin« (kot jih prikazuje zastava petih obročev olimpijskih iger) obravnava celine kot stalno naseljene, kjer je Antarktika le začasno naseljena, in Ameriki kot eno celino.
Celine včasih pojmovno združijo v »superceline« ali jih razdelijo na »podceline«. Ti pojmi so še manj natančno določeni kot »celine« same.
Otoki po navadi »pripadajo« najbližje ležeči celini. Zaradi tega Britansko otočje štejemo kot del Evrope. Včasih se uporablja pojem Avstralazije ali »Oceanije« za Avstralijo in Pacifiško otočje. Oba pojma sta sicer natančneje opredeljena.
Čeprav se celine premikajo, so bile v geološki zgodovini dokaj čvrste in so jih le občasno zalivala plitva morja.

## Definicije
Po dogovoru so celine »velike, neprekinjene kopenske mase, ki so ločene z vodnimi površinami«. V sodobnih geografskih shemah, kjer je priznanih pet ali več celin, sta vsaj dve celini fizično povezane s kopnim. Merilo za »velikost« lahko vodi do različnih klasifikacij: Grenlandija s površino 2.166.086 km2 za največji otok na svetu,  Po drugi strani pa se Avstralija s 7.617.930 km2 smatra za najmanjšo celino.
Vse večje Zemljine kopenske mase mejijo na en sam, povezan Svetovni ocean, ki je razdeljen na več glavnih delov, kar je določeno s položajem celin in različnimi geografskimi merili.

### Obseg
Najstrožji pomen besede celina se nanaša na neprekinjeno kopensko maso, ki jo omejujejo obale in kopenske meje. V tem smislu se izraz celinska Evropa uporablja za opis kopenskega dela Evrope in izključuje otoke, kot so Velika Britanija, Islandija, Irska in Malta, medtem ko se lahko izraz celinska Avstralija nanaša na kopenski del Avstralije, brez Nove Gvineje, Tasmanije in drugih bližnjih otokov. Podobno se izraz celinske Združene države nanašajo na »49 zveznih držav (vključno z Aljasko, vendar brez Havajev) in okrožje Columbia,  ki se nahajajo na celini Severne Amerike.«
Z vidika geologije ali fizične geografije celina ni omejena le na neprekinjeno suho kopno, ampak vključuje tudi plitva podvodna območja (kontinentalni polica). Otoki, ki se nahajajo na polici (kontinentalni otoki), so tudi del celine, saj so geološko in strukturno povezani s celino.
Z vidika geologije je rob celinskega pasu pravi rob celine, saj se obalne črte spreminjajo z nihajočo gladino morja. V tem smislu sta otoka Velika Britanija in Irska del Evrope, medtem ko Avstralija in otok Nova Gvineja skupaj tvorita celino.
Koncept celine ni omejen le na geološke vidike, ampak vključuje tudi kulturne in zgodovinske vidike. Celina lahko oceanske otoke, ki niso nujno na celinskem pasu, in druge celinske fragmente. Na ta način se Islandija šteje za del Evrope, Madagaskar pa za del Afrike. V skrajnih primerih nekateri geografi združujejo različne kopenske mase in otoke v eno geografsko enoto. Oceanija vključuje avstralsko celinsko kopno in druge otoke v Tihem oceanu, čeprav se običajno ne šteje za celino, ampak za regijo. V skladu s tem konceptom je celotna kopenska površina Zemlje razdeljena na celine, regije ali kvazi-celine., odvisno od kulturnih, zgodovinskih in geografskih vidikov.

### Ločenost
Po strogem merilu bi morala biti vsaka celina popolnoma ločena kopenska masa. Vendar je to merilo pogosto ohlapno zaradi zgodovinskih in praktičnih razlogov. Med sedmimi najbolj priznanimi celinami sta samo Antarktika in Avstralija popolnoma ločeni od drugih celin z oceanom. Nekatere celine niso povsem ločene kopenske mase, temveč so »bolj ali manj ločene kopenske mase«. To pomeni, da med njimi obstajajo kopenske povezave. Afriko in Azijo povezuje Sueška ožina, Severno Ameriko in Južno Ameriko pa Panamska ožina. Kopenske mase Afrike in Azije ter Severne in Južne Amerike niso popolnoma ločene z vodo, saj Sueški in Panamski prekop nista naravna, ampak umetno ustvarjena in sta relativno ozka in plitva. Obe ožini sta zelo ozki v primerjavi z velikostjo celin, ki jih združujeta.
Severna in Južna Amerika sta v modelu sedmih celin obravnavani kot ločeni celini. Lahko pa jih obravnavamo tudi kot eno samo celino, imenovano Amerika. To stališče je bilo običajno v Združenih državah pred drugo svetovno vojno in še vedno prevladuje v nekaterih azijskih, ki priznavajo šest celin. Stališče, da sta Severna in Južna Amerika ena sama celina, ostaja pogosto v več evropskih državah (Francija, Grčija, Madžarska, Italija, Malta, Portugalska, Španija) in v latinskoameriških državah.
Merilo, da bi morala biti vsaka celina ločena kopenska masa, je zanemarjeno, če se Evrazija (ki je neprekinjena kopenska masa) razdeli na Azijo in Evropo. Z vidika fizične geografije sta Evropa in Indijska podcelina velika polotoka večje evrazijske kopenske mase. Vendar pa se Evropa obravnava kot celina zaradi svoje velike površine 10.180.000 km2, medtem ko se Indijska podcelina z manj kot polovico te površine šteje za podcelino. Nekateri geologi in geografi menijo, da je Evrazija ena sama celina, kar vodi do pogleda, da je na svetu šest celin. Nekateri menijo, da je ločitev Evrazije na Azijo in Evropo posledica evropocentrizma: »Kitajska in Indija sta po fizični, kulturni in zgodovinski raznolikosti primerljivi z vso Evropo, ne le z eno evropsko državo. [...].« Vendar se zaradi zgodovinskih in kulturnih razlogov pogledi na Evropo kot ločeno celino. V skoraj vseh geografskih klasifikacijah se Evropa šteje za ločeno celino.
Če strogo upoštevamo definicijo celin kot ločene kopenske mase, ki vključujejo vse neprekinjeno kopno, potem Afrika, Azija in Evropa niso ločene celine. V tem primeru bi se Afrika, Azija in Evropa združile v eno samo celino, imenovano Afro-Evrazija, saj so vse del neprekinjenega kopenskega masiva. Če združimo Severno in Južno Ameriko v eno celino, bi tak model obsegal štiri celine: Afro-Evrazija, Amerika, Antarktika in Avstralija.
Ko je bila gladina morja med pleistocenskimi ledenimi dobami nižja, so bili večji deli celinskega pasu izpostavljeni kot suho zemljišče, kar je oblikovalo kopenske mostove med Tasmanijo in avstralsko celino. V tistem času sta Avstralija in Nova Gvineja tvorili eno samo celino, znano kot Sahul. Podobno je Beringov kopenski most združil Afro-Evrazijo in Ameriko. Drugi otoki, kot je Velika Britanija, so bili med nižjo gladino morja, povezani s kopnim. V tistem času so bile vse kopenske mase na svetu združene v tri glavne kopenske mase: Afrika-Evrazija-Amerika, Antarktika in Avstralija-Nova Gvineja (Sahul).

### Število celin
Obstaja več načinov za razlikovanje celin:
| Modeli | Modeli          | Modeli          | Modeli          | Modeli          | Modeli        | Modeli     | Modeli     | Modeli |
| --- | --------------- | --------------- | --------------- | --------------- | ------------- | ---------- | ---------- | ------ |
| Barve na zemljevidu prikazujejo različne celine. Podobni odtenki prikazujejo površine, ki se jih lahko združi ali razdeli. |                 |                 |                 |                 |               |            |            |        |
| 4 celine | Afrika-Evrazija | Afrika-Evrazija | Afrika-Evrazija | Amerika         | Amerika       | Antarktika | Avstralija |        |
| 5 celin | Afrika          | Evrazija        | Evrazija        | Amerika         | Amerika       | Antarktika | Avstralija |        |
| 6 celin | Afrika          | Evropa          | Azija           | Amerika         | Amerika       | Antarktika | Avstralija |        |
| 6 celin | Afrika          | Evrazija        | Evrazija        | Severna Amerika | Južna Amerika | Antarktika | Avstralija |        |
| 7 celin | Afrika          | Evropa          | Azija           | Severna Amerika | Južna Amerika | Antarktika | Avstralija |        |

- Sedem celin: Afrika, Antarktika, Azija, Avstralija (Oceanija), Evropa, Severna Amerika in Južna Amerika.
- Šest celin: Afrika, Antarktika, Avstralija (Oceanija), Evrazija, Severna Amerika in Južna Amerika.
- Šest celin: Afrika, Ameriki, Antarktika, Azija, Avstralia (Oceanija) in Evropa.
- Pet celin: Afrika, Ameriki, Avstralija (Oceanija), Antarktika, Evrazija.
- Štiri celine: Ameriki, Avstralija (Oceanija), Antarktika, Evrafrazija.

#### Osma celina
Nekateri geografi in znanstveniki so predlagali obstoj osme celine Zelandija (potopljna celina)-

## Površina in prebivalstvo
Naslednja tabela prikazuje sedem celin po modelu, ki ga uporablja Encyclopædia Britannica. Poleg običajnih celin vključuje tudi Avstralazijo z Melanezijo, Mikronezijo in Polinezijo kot del Oceanije. tabela vsebuje tudi podatke o številu prebivalcev celin za leto 2021. Ti podatki temeljijo na ocenah Statističnega oddelka Združenih narodov in upoštevajo posebne geografske razmejitve. Na primer, celoten Egipt (vključno s Sueškim prekopom in Sinajskim polotokom) se šteje za del Afrike, celotno Armenijo, Azerbajdžan, Ciper, Gruzijo, Indonezijo, Kazahstan in Turčijo (vključno z Vzhodno Trakijo) za dele Azije, celotno Rusijo (vključno s Sibirijo) za del Evrope, celotno Panamo in Združene države (vključno s Havaji) za dele Severne Amerike in celoten Čile (vključno z Velikonočnim otokom) za del Južne Amerike.
| Kontinent       | Območje kopnega | Območje kopnega     | Prebivalstvo  | Prebivalstvo              |
| Kontinent       | km2             | % svetovne površine | 2021 (ocena)  | % svetovnega prebivalstva |
| --------------- | --------------- | ------------------- | ------------- | ------------------------- |
| Zemlja          | 149.733.926 km2 | 100,0               | 7.909.295.151 | 100,0 %                   |
| Azija           | 44.614.000 km2  | 29,8                | 4.694.576.167 | 59,4 %                    |
| Afrika          | 30.365.000 km2  | 20,3                | 1.393.676.444 | 17,6 %                    |
| Severna Amerika | 24.230.000 km2  | 16,2                | 595.783.465   | 7,5 %                     |
| južna Amerika   | 17.814.000 km2  | 11,9                | 434.254.119   | 5,5 %                     |
| Antarktika      | 14.200.000 km2  | 9,5                 | 0             | 0 %                       |
| Evropa          | 10.000.000 km2  | 6,7                 | 745.173.774   | 9,4 %                     |
| Oceanija        | 8.510.926 km2   | 5,7                 | 44.491.724    | 0,6 %                     |

1. ↑  Običajno se ne šteje za celino v angleško govorečem svetu. Njegova površina ne vključuje Zahodne Nove Gvineje in otočja Aru.